# Gibbston
Gibbston ist eine kleine Siedlung im Queenstown-Lakes District der Region Otago auf der Südinsel von Neuseeland.

## Geographie
Die Siedlung befindet sich im Gibbston Valley, einem Teil des Wakatipu Basin, rund 23 km östlich von Queenstown. Durch das Tal fließt der Kawarau River und verläuft der New Zealand State Highway 6, der Queenstown mit Chromwell verbindet. Südlich erhebt sich die Gebirgskette der The Remarkables.

## Wirtschaft
In der Gegend in und um Gibbston wird Weinanbau betrieben und gilt als das kühlste und höchstgelegene Weinanbaugebiet Central Otagos. Die meisten Anbauflächen sind leicht nach Norden abfallend, die dadurch verstärkte Sonneneinstrahlung fördert das Wachstum und vermindert die Frostgefahr, die in der Anbauregion jedoch trotzdem ein bedeutendes Risiko ist.
Oft wird Gibbston auch Gibbston Flats genannt, da es das einzige wirtschaftlich nutzbare flache Land im Kawarau Gorge ist.

## Weinberge und Weingüter des Gebietes
- Brennan Wines
- Chard Farm
- Coal Pit Wines
- Gibbston Highgate Estate
- Gibbston Valley Wines
- Hawkshead
- Mt Edward
- Mt Rosa
- Nevis Bluff
- Peregrine Wines
- Valli Vineyards
- Waitiri Creek Wines [3]

## Sehenswürdigkeiten
Gibbston ist Teil der Schlucht Kawarau Gorge. In der Nähe des Ortes befindet sich die Kawerau Bridge, an der erstmals Bungeejumping angeboten wurde.

## Tourismus
Gibbston gewann 2011 den nationalen Titel der „Community of the year“ (Gemeinde des Jahres). Ausschlaggebend dafür war die Arbeit am Gibbston River Trail, einem Teil des Rad- und Wanderweges The Queenstown Trail.